# Centro Internacional de Ferias y Convenciones

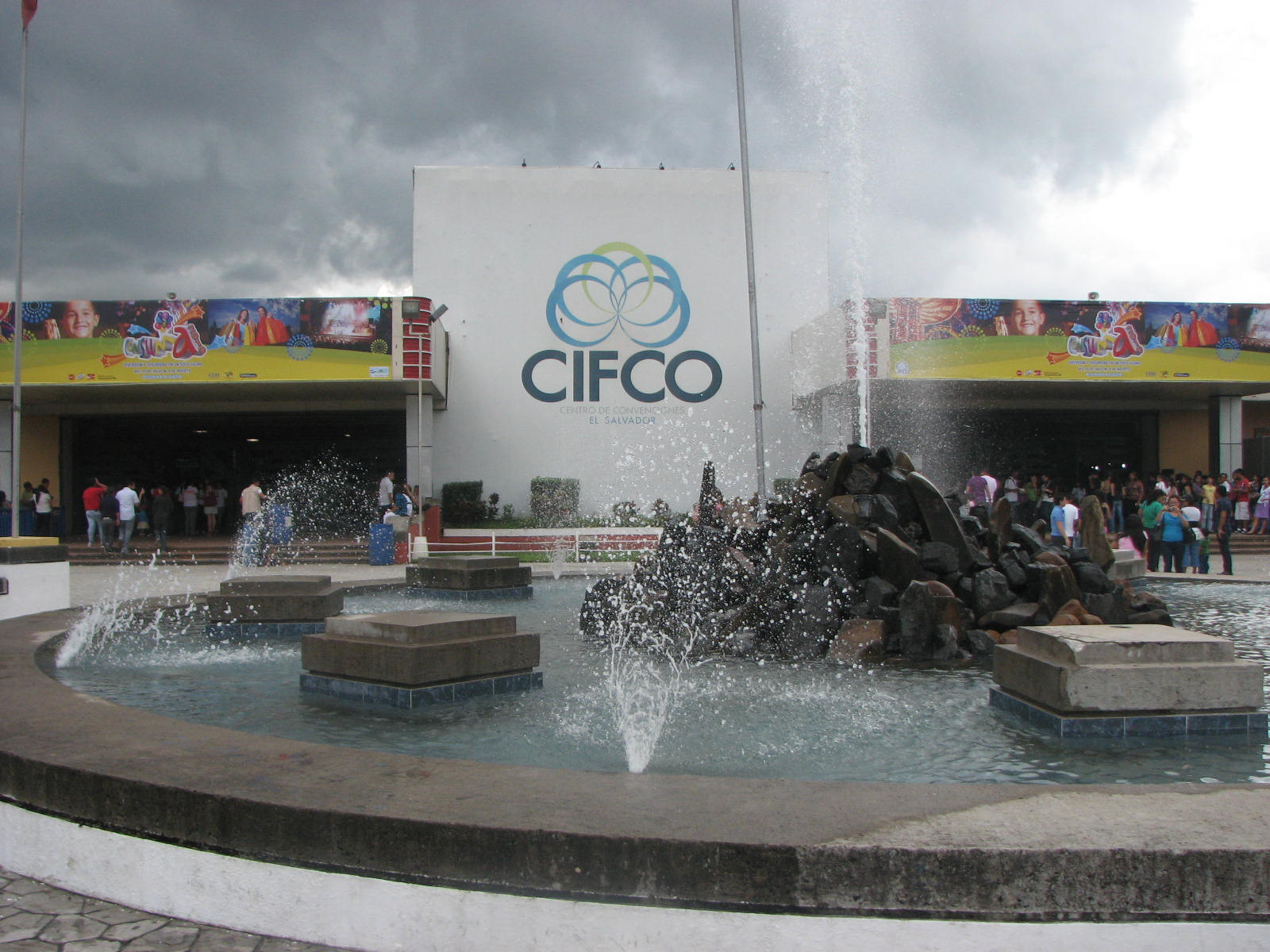
Haupteingang

Centro Internacional de Ferias y Convenciones (kurz: CIFCO) ist ein internationales Zentrum für Messen, Kongresse und ein Mehrzweck-Veranstaltungsort in der Hauptstadt von El Salvador.

## Beschreibung
Die Einrichtungen des Zentrums befinden sich in der Colonia San Benito, rund fünf Kilometer vom Zentrum der Hauptstadt San Salvador. Mit einer Fläche von 141.372 m² und 15 Pavillon wird CIFCO auch als das größte und modernste Mehrzweckzentrum in Zentralamerika angesehen. Die maximale Besucherkapazität beträgt rund 200.000 Personen bei Messen. Darüber hinaus beherbergt das CIFCO auch ein Amphitheater mit 9.500 Sitzplätzen. Bei Kongressveranstaltungen bietet es bis zu 15.000 Teilnehmer Platz. CIFCO wurde 1975 eingeweiht.

## Erweiterungen
Von 2003 bis 2010 wurde das Convention Center einer vollständigen Renovierung und Erweiterung unterzogen. Die zentrale Halle wurde um 10.000 m² erweitert, die Pavillons wurden mit Klimaanlage ausgerüstet und es wurde auch eine Drei-Ebenen-Tiefgarage für 3.500 Fahrzeuge errichtet.
Im Laufe seiner Geschichte wurde das Internationale Zentrum Veranstaltungsort für zahlreiche Messen, Kongresse und große Musik- und Sportveranstaltungen landesweit bekannt.